# Иван Илчев (МПО)
 Тази статия е за общественика.  За политика вижте Иван Илчев (политик).  За историка вижте Иван Илчев.
Иван Василев Илчев е български офицер и общественик, деец на Вътрешната македонска революционна организация и Македонската патриотична организация.

## Биография
Илчев е роден през 1917 година в град Неврокоп, Царство България. Той е член на ВМРО и запасен поручик от Българската армия. Има висше търговско образование. В 1944 година участва в реорганизирането на „Охрана“ - въоръжено опълчение на българите в Егейска Македония.
След Деветосептемврийския преврат от 1944 година емигрира в САЩ, където започва да води българската секция на радио „Гласът на Америка“. Става член на Македонската патриотична организация и е председател организацията на МПО в Детройт. Работи, като съветник на ЦРУ и Държавния департамент на САЩ по въпроси свързани с Македония и България. Илчев пише протестни писма до американски университети, издателства и вестници. Той се противопоставя на фалшифицирането на историята от страна на македонистите и представянето на македонските българи за „етнически македонци“. С името Иван Василев публикува редица статии в органа на МПО – вестник „Македонска трибуна“. 
Иван Илчев умира на 24 ноември 1995 година в Сарасота, Флорида от рак на белите дробове.